# 도요누마역
도요누마역(일본어: 豊沼駅 토요누마에키[*])은 일본 홋카이도 스나가와시에 있는 홋카이도 여객철도 하코다테 본선의 역이다. 역 번호는 A19이며, 상대식 승강장의 구조를 가진 지상역이다.

## 이용 현황
| 연도     | 하루 평균 승차 인원 |
| 2006년도 | 31명                |
| -------- | ------------------- |

## 역 주변
- 국도 제12호선
- 도오 자동차도 나이에 스나가와 나들목

## 역사
- 1922년 3월 20일 : 일본국유철도의 도요누마 신호소(일본어: 豊沼信号所)로서 개설.
- 1922년 4월 1일 : 도요누마 신호장(일본어: 豊沼信号場)으로 개칭.
- 1926년 12월 2일 : 도요누마 신호장 폐지.
- 1942년 2월 10일 : 도요 고압 공업 전용선 2.1 km 부설 사용 개시에 의해. 도요누마 신호장(2대째) 개설.
- 1947년 2월 20일 : 역으로 승격. 도요누마역 개업.

## 인접 정차역
| 홋카이도 여객철도 하코다테 본선 | 홋카이도 여객철도 하코다테 본선 | 홋카이도 여객철도 하코다테 본선 |
| ------------------------------- | ------------------------------- | ------------------------------- |
| A18 나이에 오타루 방면          | 하코다테 본선                   | 스나가와 A19 아사히카와 방면    |